# 1994 ve filmu

## Filmy roku 1994

### České filmy
- Akumulátor 1 (režie: Jan Svěrák)
- Díky za každé nové ráno (režie: Milan Šteindler, premiéra 3.11.1994)
- Divoké pivo (režie: Milan Muchna)
- Jak si zasloužit princeznu (režie: Jan Schmidt)
- Jízda (režie: Jan Svěrák)
- Lekce Faust (režie: Jan Švankmajer)
- Pevnost (režie: Drahomíra Vihanová)
- Princezna ze mlejna (režie: Zdeněk Troška)
- Řád (režie: Petr Hvižď)
- Saturnin (režie: Jiří Věrčák)
- Žiletky (režie: Zdeněk Tyc)
- Život a neobyčejná dobrodružství vojáka Ivana Čonkina (režie: Jiří Menzel)

### Zahraniční filmy
- Ať žije láska! (režie: Cchaj Ming-liang)
- Bláznivá střela 33 a 1/3: Poslední trapas (režie: Peter Segal)
- Blbý a blbější (režie: Peter Farrelly a Bobby Farrelly)
- Bonsoir (režie: Jean-Pierre Mocky)
- Le Colonel Chabert (režie: Yves Angelo)
- Le Radeau de la Méduse (režie: Iradj Azimi)
- Čtyři svatby a jeden pohřeb (režie: Mike Newell)
- Ed Wood (režie: Tim Burton)
- Farinelli (režie: Gérard Corbiau)
- Flintstoneovi (režie: Brian Levant)
- Forrest Gump (režie: Robert Zemeckis)
- Hvězdná brána (režie: Roland Emmerich)
- Interview s upírem (režie: Neil Jordan)
- Jahody a čokoláda (režie: Tomás Gutiérrez Alea a Juan Carlos Tabío)
- Jasné nebezpečí (režie: Phillip Noyce)
- Legenda o opilém Mistrovi (režie: Liou Ťia-liang a Jackie Chan)
- Lví král (režie: Roger Allers a Rob Minkoff)
- Maska (režie: Chuck Russell)
- Nebezpečná rychlost (režie: Jan de Bont)
- Nell (režie: Michael Apted)
- Nová noční můra (režie: Wes Craven)
- Operace Blue Sky (režie: Tony Richardson)
- Pom poko (režie: Isao Takahata)
- Pravdivé lži (režie: James Cameron)
- Před deštěm (režie: Milčo Mančevski)
- Pulp Fiction: Historky z podsvětí (režie: Quentin Tarantino)
- Sám doma a bohatý (režie: Donald Petrie)
- Skřítek v Central Parku (režie: Don Bluth a Gary Goldman)
- Star Trek: Generace (režie: David Carson)
- Unaveni sluncem (režie: Nikita Michalkov)
- Ve jménu otce (režie: Jim Sheridan)
- Vrána (režie: Alex Proyas)
- Vykoupení z věznice Shawshank (režie: Frank Darabont)
- Výstřely na Broadwayi (režie: Woody Allen)